# Sianów (gmina)
Sianów – gmina miejsko-wiejska w północnej części województwa zachodniopomorskiego, w powiecie koszalińskim. Siedzibą gminy jest miasto Sianów.
Według danych z 31 grudnia 2016 r. gmina miała 13 765 mieszkańców.
Miejsce w województwie (na 114 gmin):

powierzchnia 44., ludność 29.

## Położenie
Gmina znajduje się w północnej części województwa zachodniopomorskiego, w północno-wschodniej części powiatu koszalińskiego.
15 stycznia 1976 z gminy Sianów wyłączono sołectwa Garbno, Kościernica, Powidz, Rekowo i Sowinki, włączając je do gminy Polanów oraz sołectwo Łazy, włączając je do gminy Mielno. 1 stycznia 2023 Łazy włączono z powrotem do gminy Sianów, dzięki czemu zyskała dostęp do Morza Bałtyckiego.
Według danych z 1 stycznia 2009 powierzchnia gminy wynosi 226,77 km². Gmina stanowi 13,6% powierzchni powiatu.
W latach 1975–1998 gmina położona była w województwie koszalińskim.
Sąsiednie gminy:
- Koszalin (miasto na prawach powiatu),
- gminy Manowo, Mielno i Polanów (w powiecie koszalińskim)
- gminy Darłowo i Malechowo (w powiecie sławieńskim).

Do 31 grudnia 2009 r. sąsiadowała z gminą Będzino. Zmiana nastąpiła po przyłączeniu sołectw Jamno i Łabusz z tej gminy do Koszalina.

## Miejscowości
Na terenie gminy Sianów znajduje się 39 miejscowości.
MiastoSianów
WsieBielkowo, Dąbrowa, Gorzebądz, Grabówko, Iwięcino, Karnieszewice, Kędzierzyn, Kleszcze, Kłos, Łazy, Maszkowo, Mokre, Osieki, Ratajki, Rzepkowo, Sieciemin, Sierakowo Sławieńskie, Skibno, Skwierzynka, Sowno, Sucha Koszalińska, Szczeglino, Szczeglino Nowe, Węgorzewo Koszalińskie, Wierciszewo
OsadyBorowiec, Gracz, Kołzin, Kościerza, Krzykacz, Płonka, Przytok, Siecieminek, Sierakówko, Skibienko, Sowieński Młyn, Suszka, Trawica, Wonieść

## Administracja i samorząd
W 2016 r. wykonane wydatki budżetu gminy Sianów wynosiły 53,1 mln zł, a dochody budżetu 57,4 mln zł. Zobowiązania samorządu (dług publiczny) według stanu na koniec 2016 r. wynosiły 12,7 mln zł, co stanowiło 22,2% poziomu dochodów.
Gmina Sianów utworzyła 28 jednostek pomocniczych gminy, w tym 25 sołectw, 3 osiedla.
SołectwaBielkowo, Dąbrowa, Gorzebądz, Grabówko, Iwięcino, Karnieszewice, Kędzierzyn, Kleszcze, Kłos, Łazy, Maszkowo, Mokre, Osieki, Ratajki, Rzepkowo, Sieciemin, Sierakowo Sławieńskie, Skibno, Skwierzynka, Sowno, Sucha Koszalińska, Szczeglino, Szczeglino Nowe, Węgorzewo Koszalińskie, Wierciszewo.
OsiedlaStare Miasto, Karnieszewice, osiedle Słowackiego,

## Demografia
Dane z 30 czerwca 2004:
| Opis                              | Ogółem | Ogółem | Kobiety | Kobiety | Mężczyźni | Mężczyźni |
| --------------------------------- | ------ | ------ | ------- | ------- | --------- | --------- |
| jednostka                         | osób   | %      | osób    | %       | osób      | %         |
| populacja                         | 13 159 | 100    | 6656    | 50,6    | 6503      | 49,4      |
| gęstość zaludnienia (mieszk./km²) | 58     | 58     | 29,4    | 29,4    | 28,7      | 28,7      |

Gminę zamieszkuje 20,7% ludności powiatu.

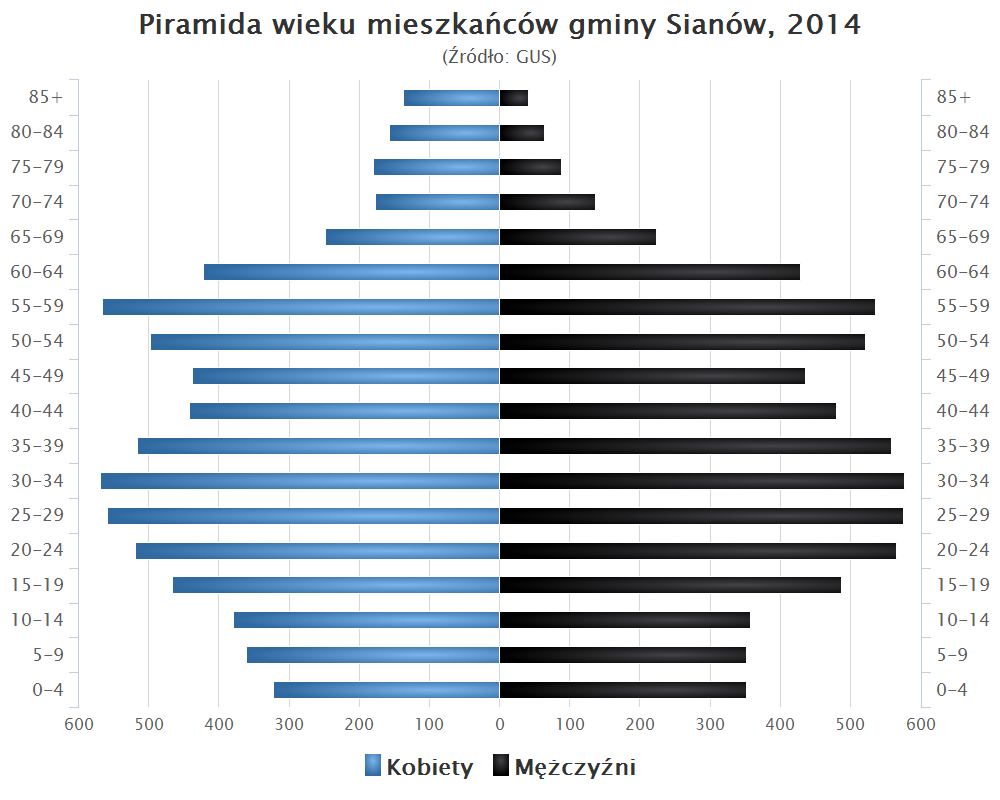
Piramida wieku mieszkańców gminy Sianów w 2014 roku

## Przyroda i turystyka
Gmina leży na Równinie Słupskiej. Na obszarze gminy znajdują się 3 rezerwaty: Jodły Karnieszewickie, Arboretum Karnieszewickie i Unieskie Moczary. Wieś Osieki jest położona nad dużym przybrzeżnym jeziorem Jamno i oddalona o 3 km od Morza Bałtyckiego, nieopodal znajduje się też drugie duże jezioro, Bukowo. Tereny leśne zajmują 44% powierzchni gminy, a użytki rolne 47%.
Przez teren gminy przebiega kilka szlaków turystycznych:
- Pieszy Szlak im. Józefa Chrząszczyńskiego, upamiętniający pierwszego koszalińskiego przewodnika turystycznego, wiedzie od Góry Chełmskiej do Kurozwęcza przez Maszkowo,
- Pieszy Szlak Porwanego Księcia wiedzie od Sianowa do Góry Chełmskiej. Rowerowy szlak nadmorski przebiega pasem nadmorskim od Pleśnej do Mielna, następnie skręca w południową stronę jeziora Jamno, przechodząc przez Osieki – Rzepkowo – Iwięcino – Bielkowo,
- rzeką Polnicą, Uniestą i jeziorem Jamno przebiega szlak kajakowy z Sianowa do Osiek lub Mielna.

## Komunikacja
Przez gminę Sianów prowadzą droga krajowa nr 6 łącząca miasto z Koszalinem (10 km do centrum) i ze Sławnem (33 km) oraz droga wojewódzka nr 203 łącząca oddaloną o 5 km od Sianowa wieś Suchą Koszalińską ze skrzyżowaniem z drogą nr 6 na peryferiach Koszalina (6 km) i Darłowem (24 km).
Wieś Skibno oddalona o 3 km od centrum Sianowa uzyskała połączenie kolejowe w 1869 r. po wybudowaniu odcinka Magistrali Nadmorskiej z Koszalina do Słupska (wcześniej powstała linia przez Stargard do Szczecina). Rok później linię przedłużono do Gdańska. W 1988 r. odcinek Koszalin- Słupsk został zelektryfikowany jako jeden z ostatnich na tej linii. Obecnie w gminie czynna jest 1 stacja: Skibno, która przed 1945 r. nosiła nazwę Schübben-Zanow (Skibno-Sianów).
W gminie czynny jest jeden urząd pocztowy:  Sianów (nr 76-004).

## Zabytki
- Brama Eklektyczna w Sianowie
- dębowa XVIII-wieczna brama w Iwięcinie
- fabryka zapałek przy ul. Koszalińskiej, założona przez Augusta Kolbego w 1845 roku, rozbudowana w 1861 roku, następnie w 1876 (instalacja maszyny parowej). W 1900 roku założenie fabryczne rozszerzono o domy mieszkalne, dwór, sad.
- ratusz w Sianowie (1879 r.)
- romański kościół pw. MB Różańcowej w Sierakowie Sławieńskim (XV w.)
- gotycki kościół pw. św. Stanisława Kostki w Dąbrowie (XVI w.)
- gotycki kościół pw. MB Królowej Polski w Iwięcinie (XIV w.)
- gotycki kościół pw. św. Antoniego Padewskiego w Osiekach Koszalińskich – budowany w XIV/XV w., w XV w słynął jako miejsce pielgrzymkowe z krwawiącą hostią
- neogotycki kościół pw. św. Wojciecha w Ratajkach (XIX w.)
- neogotycki kościół pw. Najśw. Serca Pana Jezusa w Siecieminie (XIX w.)
- neogotycki kościół pw. MB Szkaplerznej w Szczeglinie (1908 r.)
- szachulcowy kościół pw. Najśw. Serca Pana Jezusa w Karnieszewicach (1803 r.)
- szachulcowy kościół pw. św. Stanisława Kostki w Sianowie (2. połowa XVI w.) – wzniesiony z cegły i kamieni młyńskich (zachodni portal w wieży). Wieża była restaurowana w 1679 roku. Nawa kościoła została zbudowana w konstrukcji ryglowej z ceglanym wypełnieniem fach przypuszczalnie w początku XVIII wieku. Wokół kościoła istniał cmentarz. Kościół w Sianowie miał filię w Suchej i do 1906 roku patronat nad kościołem w części sprawował właściciel majątku ziemskiego w Suchej.
- szachulcowy kościół pw. Trójcy Świętej w Sownie (XIX w.)